# ニューメキシコ州選出のアメリカ合衆国下院議員
ニューメキシコ州選出のアメリカ合衆国下院議員は、アメリカ合衆国ニューメキシコ州選出のアメリカ下院議員である。1851年から1912年まで存在したニューメキシコ準州選出のアメリカ合衆国下院議員もこの記事で扱う。

## ニューメキシコ準州選出議員一覧
| 議会                         | 氏名                             | 政党   |
| ---------------------------- | -------------------------------- | ------ |
| 第32議会 （1851年 - 1853年） | リチャード・ウェイトマン         | 民主党 |
| 第33議会 （1853年 - 1855年） | ジョゼ・ガジェゴス               | 民主党 |
| 第34議会 （1855年 - 1856年） | ジョゼ・ガジェゴス               | 民主党 |
| 第34議会 （1856年 - 1857年） | ミゲル・オテロ                   | 民主党 |
| 第35議会 （1857年 - 1859年） | ミゲル・オテロ                   | 民主党 |
| 第36議会 （1859年 - 1861年） | ミゲル・オテロ                   | 民主党 |
| 第37議会 （1861年 - 1863年） | ジョン・S・ワッツ                | 共和党 |
| 第38議会 （1863年 - 1865年） | フランシスコ・ぺレア             | 共和党 |
| 第39議会 （1865年 - 1867年） | ジョゼ・チャベス                 | 共和党 |
| 第40議会 （1867年 - 1869年） | 空席                             | 空席   |
| 第40議会 （1867年 - 1869年） | チャールズ・クレバー             | 民主党 |
| 第40議会 （1867年 - 1869年） | ジョゼ・チャベス                 | 共和党 |
| 第41議会 （1869年 - 1871年） | ジョゼ・チャベス                 |        |
| 第42議会 （1871年 - 1873年） | ジョゼ・ガジェゴス               | 民主党 |
| 第43議会 （1873年 - 1875年） | スティーヴン・エルキンズ         | 共和党 |
| 第44議会 （1875年 - 1877年） | スティーヴン・エルキンズ         | 共和党 |
| 第45議会 （1877年 - 1879年） | トリニダード・ロメロ             | 共和党 |
| 第46議会 （1879年 - 1881年） | マリアーノ・S・オテロ            | 共和党 |
| 第47議会 （1881年 - 1883年） | トラキリノ・ルナ                 | 共和党 |
| 第48議会 （1883年 - 1884年） | トラキリノ・ルナ                 | 共和党 |
| 第48議会 （1884年 - 1885年） | フランシスコ・マンサナレス       | 民主党 |
| 第49議会 （1885年 - 1887年） | アントニオ・ジョセフ             | 民主党 |
| 第50議会 （1887年 - 1889年） | アントニオ・ジョセフ             | 民主党 |
| 第51議会 （1889年 - 1891年） | アントニオ・ジョセフ             | 民主党 |
| 第52議会 （1891年 - 1893年） | アントニオ・ジョセフ             | 民主党 |
| 第53議会 （1893年 - 1895年） | アントニオ・ジョセフ             | 民主党 |
| 第54議会 （1895年 - 1897年） | トーマス・B・カトロン            | 共和党 |
| 第55議会 （1897年 - 1899年） | ハーベイ・ファーガソン           | 民主党 |
| 第56議会 （1899年 - 1901年） | ペドロ・ぺレア                   | 共和党 |
| 第57議会 （1901年 - 1903年） | バーナード・ロディ               | 共和党 |
| 第58議会 （1903年 - 1905年） | バーナード・ロディ               | 共和党 |
| 第59議会 （1905年 - 1907年） | ウィリアム・アンドリューズ       | 共和党 |
| 第60議会 （1907年 - 1909年） | ウィリアム・アンドリューズ       | 共和党 |
| 第61議会 （1909年 - 1911年） | ウィリアム・アンドリューズ       | 共和党 |
| 第62議会 （1911年 - 1912年） | ウィリアム・アンドリューズ       | 共和党 |
|                              | 1912年1月7日の州昇格に伴って消滅 |        |

## ニューメキシコ州選出議員一覧

### 全州選挙区（第62議会 - 第90議会）
| 議会                         | 全州選挙区               | 全州選挙区 | 全州選挙区                 | 全州選挙区 |
| 議会                         | 第1                      | 政党       | 第2                        | 政党       |
| ---------------------------- | ------------------------ | ---------- | -------------------------- | ---------- |
| 第62議会 （1912年 - 1913年） | ハーベイ・ファーガソン   | 民主党     | ジョージ・カリー           | 共和党     |
| 第63議会 （1913年 - 1915年） | ハーベイ・ファーガソン   | 民主党     |                            |            |
| 第64議会 （1915年 - 1917年） | ベニグノ・ヘルナンデス   | 共和党     |                            |            |
| 第65議会 （1917年 - 1919年） | ウィリアム・ウォルトン   | 民主党     |                            |            |
| 第66議会 （1919年 - 1921年） | ベニグノ・ヘルナンデス   | 共和党     |                            |            |
| 第67議会 （1921年 - 1923年） | ネスター・モントーヤ     | 共和党     |                            |            |
| 第68議会 （1923年 - 1925年） | ジョン・モロー           | 民主党     |                            |            |
| 第69議会 （1925年 - 1927年） | ジョン・モロー           | 民主党     |                            |            |
| 第70議会 （1927年 - 1929年） | ジョン・モロー           | 民主党     |                            |            |
| 第71議会 （1929年 - 1931年） | アルバート・シムズ       | 共和党     |                            |            |
| 第72議会 （1931年 - 1933年） | デニス・チャベス         | 民主党     |                            |            |
| 第73議会 （1933年 - 1935年） | デニス・チャベス         | 民主党     |                            |            |
| 第74議会 （1935年 - 1937年） | ジョン・J・デンプシー    | 民主党     |                            |            |
| 第75議会 （1937年 - 1939年） | ジョン・J・デンプシー    | 民主党     |                            |            |
| 第76議会 （1939年 - 1941年） | ジョン・J・デンプシー    | 民主党     |                            |            |
| 第77議会 （1941年 - 1943年） | クリントン・アンダーソン | 民主党     |                            |            |
| 第78議会 （1943年 - 1945年） | クリントン・アンダーソン | 民主党     | アントニオ・フェルナンデス | 民主党     |
| 第79議会 （1945年 - 1947年） | クリントン・アンダーソン | 民主党     | アントニオ・フェルナンデス | 民主党     |
| 第80議会 （1947年 - 1949年） | ジョージア・リー・ラスク | 民主党     | アントニオ・フェルナンデス | 民主党     |
| 第81議会 （1949年 - 1951年） | ジョン・E・マイルズ      | 民主党     | アントニオ・フェルナンデス | 民主党     |
| 第82議会 （1951年 - 1953年） | ジョン・J・デンプシー    | 民主党     | アントニオ・フェルナンデス | 民主党     |
| 第83議会 （1953年 - 1955年） | ジョン・J・デンプシー    | 民主党     | アントニオ・フェルナンデス | 民主党     |
| 第84議会 （1955年 - 1957年） | ジョン・J・デンプシー    | 民主党     | アントニオ・フェルナンデス | 民主党     |
| 第85議会 （1957年 - 1957年） | ジョン・J・デンプシー    | 民主党     | 空席                       | 空席       |
| 第85議会 （1957年 - 1957年） | ジョン・J・デンプシー    | 民主党     | ジョーゼフ・モントーヤ     | 民主党     |
| 第86議会 （1959年 - 1961年） | トーマス・モリス         | 民主党     | ジョーゼフ・モントーヤ     | 民主党     |
| 第87議会 （1961年 - 1963年） | トーマス・モリス         | 民主党     | ジョーゼフ・モントーヤ     | 民主党     |
| 第88議会 （1963年 - 1965年） | トーマス・モリス         | 民主党     | ジョーゼフ・モントーヤ     | 民主党     |
| 第89議会 （1965年 - 1967年） | トーマス・モリス         | 民主党     | E・S・ジョニー・ウォーカー | 民主党     |
| 第90議会 （1967年 - 1969年） | トーマス・モリス         | 民主党     | E・S・ジョニー・ウォーカー | 民主党     |

### 2選挙区（第91議会 - 第97議会）
| 議会                         | 地区                         | 地区   | 地区                | 地区   |
| 議会                         | ニューメキシコ州1区          | 政党   | ニューメキシコ州2区 | 政党   |
| ---------------------------- | ---------------------------- | ------ | ------------------- | ------ |
| 第91議会 （1969年 - 1971年） | マニュエル・ルハン・ジュニア | 共和党 | エド・フォアマン    | 共和党 |
| 第92議会 （1971年 - 1973年） | マニュエル・ルハン・ジュニア | 共和党 | ハロルド・ラネルズ  | 民主党 |
| 第93議会 （1973年 - 1975年） | マニュエル・ルハン・ジュニア | 共和党 | ハロルド・ラネルズ  | 民主党 |
| 第94議会 （1975年 - 1977年） | マニュエル・ルハン・ジュニア | 共和党 | ハロルド・ラネルズ  | 民主党 |
| 第95議会 （1977年 - 1979年） | マニュエル・ルハン・ジュニア | 共和党 | ハロルド・ラネルズ  | 民主党 |
| 第96議会 （1979年 - 1981年） | マニュエル・ルハン・ジュニア | 共和党 | ハロルド・ラネルズ  | 民主党 |
| 第97議会 （1981年 - 1983年） | マニュエル・ルハン・ジュニア | 共和党 | ジョー・スキーン    | 共和党 |

### 3選挙区（第98議会 - 第117議会）
| 議会                          | 地区                          | 地区   | 地区                           | 地区   | 地区                             | 地区   |
| 議会                          | ニューメキシコ州1区           | 政党   | ニューメキシコ州2区            | 政党   | ニューメキシコ州3区              | 政党   |
| ----------------------------- | ----------------------------- | ------ | ------------------------------ | ------ | -------------------------------- | ------ |
| 第98議会 （1983年 - 1985年）  | マニュエル・ルハン・ジュニア  | 共和党 | ジョー・スキーン               | 共和党 | ビル・リチャードソン             | 民主党 |
| 第99議会 （1985年 - 1987年）  | マニュエル・ルハン・ジュニア  | 共和党 | ジョー・スキーン               | 共和党 | ビル・リチャードソン             | 民主党 |
| 第100議会 （1987年 - 1989年） | マニュエル・ルハン・ジュニア  | 共和党 | ジョー・スキーン               | 共和党 | ビル・リチャードソン             | 民主党 |
| 第101議会 （1989年 - 1991年） | スティーブン・シフ            | 共和党 | ジョー・スキーン               | 共和党 | ビル・リチャードソン             | 民主党 |
| 第102議会 （1991年 - 1993年） | スティーブン・シフ            | 共和党 | ジョー・スキーン               | 共和党 | ビル・リチャードソン             | 民主党 |
| 第103議会 （1993年 - 1995年） | スティーブン・シフ            | 共和党 | ジョー・スキーン               | 共和党 | ビル・リチャードソン             | 民主党 |
| 第104議会 （1995年 - 1997年） | スティーブン・シフ            | 共和党 | ジョー・スキーン               | 共和党 | ビル・リチャードソン             | 民主党 |
| 第105議会 （1997年 - 1997年） | スティーブン・シフ            | 共和党 | ジョー・スキーン               | 共和党 | ビル・リチャードソン             | 民主党 |
| 第105議会 （1997年 - 1998年） | スティーブン・シフ            | 共和党 | ジョー・スキーン               | 共和党 | ウィリアム・T・レドモンド        | 共和党 |
| 第105議会 （1998年 - 1999年） | ヘザー・ウィルソン            | 共和党 | ジョー・スキーン               | 共和党 | ウィリアム・T・レドモンド        | 共和党 |
| 第106議会 （1999年 - 2001年） | ヘザー・ウィルソン            | 共和党 | ジョー・スキーン               | 共和党 | トム・ユーダル                   | 民主党 |
| 第107議会 （2001年 - 2003年） | ヘザー・ウィルソン            | 共和党 | ジョー・スキーン               | 共和党 | トム・ユーダル                   | 民主党 |
| 第108議会 （2003年 - 2005年） | ヘザー・ウィルソン            | 共和党 | スティーブ・ピアース           | 共和党 | トム・ユーダル                   | 民主党 |
| 第109議会 （2005年 - 2007年） | ヘザー・ウィルソン            | 共和党 | スティーブ・ピアース           | 共和党 | トム・ユーダル                   | 民主党 |
| 第110議会 （2007年 - 2009年） | ヘザー・ウィルソン            | 共和党 | スティーブ・ピアース           | 共和党 | トム・ユーダル                   | 民主党 |
| 第111議会 （2009年 - 2011年） | マーティン・ハインリック      | 民主党 | ハリー・ティーグ               | 民主党 | ベン・レイ・ルーハン             | 民主党 |
| 第112議会 （2011年 - 2013年） | マーティン・ハインリック      | 民主党 | スティーブ・ピアース           | 共和党 | ベン・レイ・ルーハン             | 民主党 |
| 第113議会 （2013年 - 2015年） | ミシェル・ルーハン=グリシャム | 民主党 | スティーブ・ピアース           | 共和党 | ベン・レイ・ルーハン             | 民主党 |
| 第114議会 （2015年 - 2017年） | ミシェル・ルーハン=グリシャム | 民主党 | スティーブ・ピアース           | 共和党 | ベン・レイ・ルーハン             | 民主党 |
| 第115議会 （2017年 - 2019年） | ミシェル・ルーハン=グリシャム | 民主党 | スティーブ・ピアース           | 共和党 | ベン・レイ・ルーハン             | 民主党 |
| 第116議会 （2019年 - 2021年） | デブ・ハーランド              | 民主党 | ソウチール・トーレス・スモール | 民主党 | ベン・レイ・ルーハン             | 民主党 |
| 第117議会 （2021年 - 2023年） | デブ・ハーランド              | 民主党 | イーベット・ヘレル             |        | テレサ・レジャー・フェルナンデス | 民主党 |
| 第117議会 （2021年 - 2023年） | メラニー・スタンスベリー      | 民主党 | イーベット・ヘレル             | 共和党 | テレサ・レジャー・フェルナンデス | 民主党 |

## 記録

### 最長議員在職日数
| 議員名                       | 就任日       | 退任日        | 議員在職日数 |
| ---------------------------- | ------------ | ------------- | ------------ |
| ジョー・スキーン             | 1981年1月3日 | 2003年1月3日  | 22年         |
| マニュエル・ルハン・ジュニア | 1969年1月3日 | 1989年1月3日  | 20年         |
| ビル・リチャードソン         | 1983年1月3日 | 1997年2月13日 | 14年41日     |
| スティーブ・ピアース         | 2003年1月3日 | 2009年1月3日  | 14年         |
| スティーブ・ピアース         | 2011年1月3日 | 2019年1月3日  | 14年         |
| アントニオ・フェルナンデス   | 1943年1月3日 | 1956年1月3日  | 13年309日    |

### 最短議員在職日数
| 議員名                    | 就任日        | 退任日        | 議員在職日数 |
| ------------------------- | ------------- | ------------- | ------------ |
| ジョージ・カリー          | 1912年1月8日  | 1913年3月3日  | 1年54日      |
| ウィリアム・T・レドモンド | 1997年5月13日 | 1999年1月3日  | 1年235日     |
| ネスター・モントーヤ      | 1921年3月4日  | 1923年1月13日 | 1年315日     |